# VX (agent nerviós)
El VX és un compost químic sintètic extremadament tòxic de la classe dels organofosfats, concretament un tiofosfonat. A la classe d'agents nerviosos, es va desenvolupar per a ús militar en la guerra química després de la traducció de descobriments anteriors de toxicitat d'organofosfats en la investigació de pesticides. En la seva forma pura, el VX és un líquid greixós, relativament no volàtil, de color ambre. A causa de la seva baixa volatilitat, el VX persisteix en entorns on està dispers.
VX és l'abreviatura d'«agent verinós X», és un dels agents nerviosos més coneguts i va ser descobert per primera vegada a Porton Down, a Anglaterra, a principis dels anys 50, basat en la investigació feta per primera vegada per Gerhard Schrader, un químic que treballava per a IG Farben a Alemanya durant la dècada de 1930. Ara, una de les sèries V més àmplies d'agents, es classifiquen com a agents nerviosos i s'han utilitzat com a arma química en diversos atacs mortals registrats. Les morts per VX es produeixen amb l'exposició a desenes de quantitats de mil·ligrams per inhalació o absorció a través de la pell; Per tant, el VX és més potent que el sarín, un altre agent nerviós amb un mecanisme d'acció similar. En aquesta exposició, aquests agents alteren greument la senyalització electroquímica del cos entre el sistema nerviós i el muscular, cosa que provoca un bloqueig neuromuscular prolongat, una paràlisi flàccida de tots els músculs del cos, inclòs el diafragma, i la mort per asfixia.